# Сан Ђовани дел Пантано (Перуђа)
Сан Ђовани дел Пантано је насеље у Италији у округу Перуђа, региону Умбрија.
Према процени из 2011. у насељу је живело 87 становника. Насеље се налази на надморској висини од 377 м.